# Campinas Futebol Clube
O Campinas Futebol Clube foi um clube de futebol de Campinas, no estado de São Paulo. O clube foi extinto em 24 de janeiro de 2010 devido a problemas financeiros e políticos, foi vendido e incorporado pelo Sport Club Barueri.
Foi fundado em 1 de janeiro de 1998 pelos ex-jogadores Careca e Edmar Bernardes dos Santos, este o último presidente da história do clube. Disputava a Série A-3 do Campeonato Paulista quando foi extinto. Mandava seus jogos no Estádio Cerecamp que tem capacidade para 5 mil pessoas.
A mascote do clube era uma águia. As cores do clube eram azul e amarelo, cores da bandeira da cidade homenageada.

## História

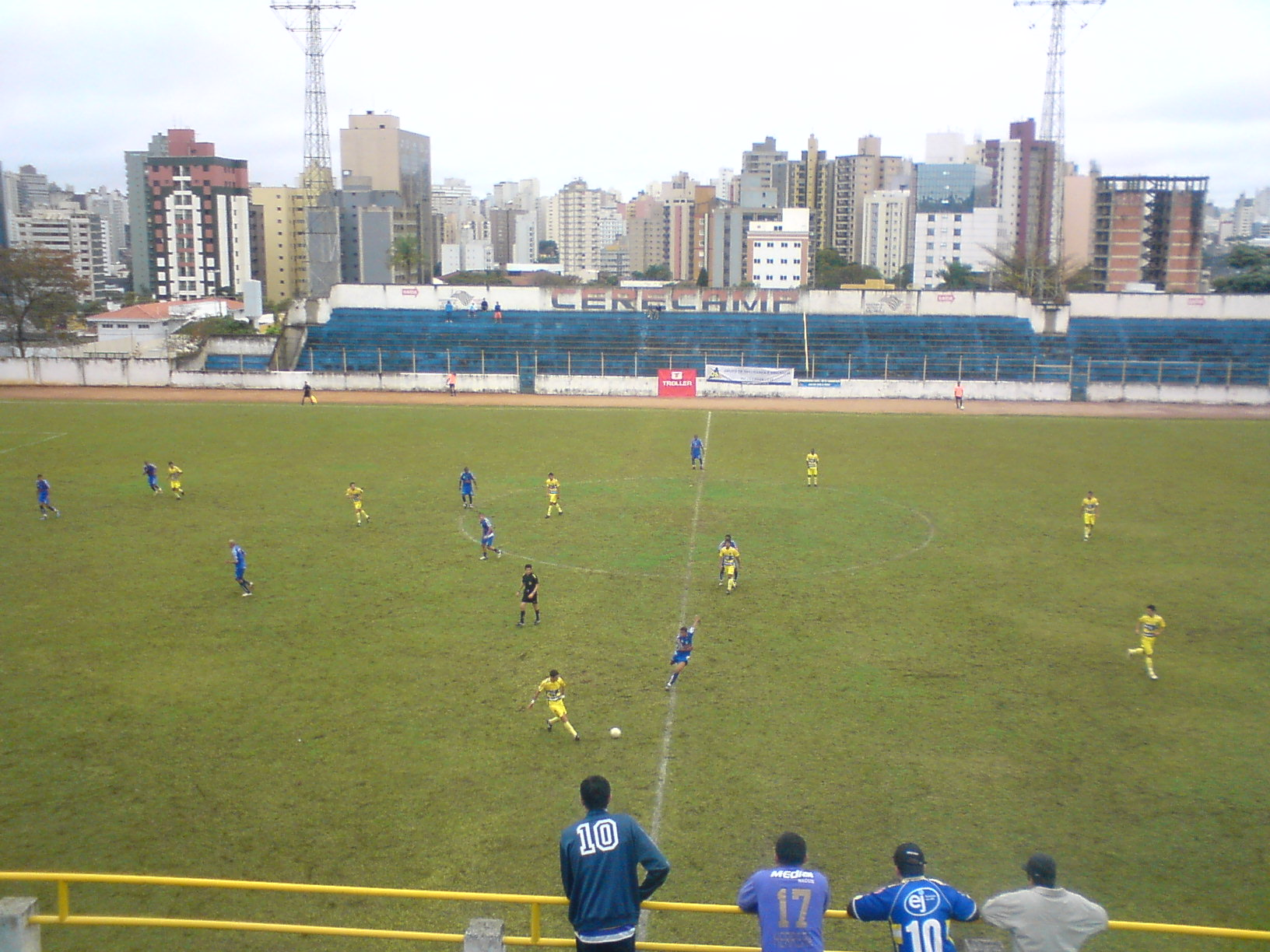
Partida do Campinas FC no Cerecamp

Fundado no dia 1 de janeiro de 1998 por iniciativa de dois ex-jogadores do Guarani Careca e Edmar Bernardes com a iniciativa de criar uma "terceira potência" pro futebol campineiro e promover a formação de novos jogadores através de uma categoria de base.
Nos primeiros cinco anos de existência, o clube mandou os jogos para a cidade de Pedreira, distante 44 km da sede do clube, participando neste período da Série B1-B do Campeonato Paulista, equivalente ao quinto nível do torneio o qual não existe mais no sistema atual.
O primeiro jogo no profissional ocorreu no dia 26 de abril, com derrota por 2 a 1 para o Guarujá, em Pedreira. Sua primeira vitória aconteceu no dia 23 de maio de 1998 por 2 a 1 sobre o Guaçuano também em Pedreira.
De 1999 a 2000 o time repetiu as boas campanhas na primeira fase da Série B1-B, mas não conseguindo o acesso na fase seguinte. Esse fato fez com que o Campinas fosse conhecido por muitos como "amarelão", algo que viria a se repetir e muito nos anos seguintes.
Em 2002, devido problemas financeiros a equipe licenciou-se da Federação Paulista de Futebol, mas, graças a pequenos empresários e membros da comunidade campineira, o time retornou no ano seguinte ao profissionalismo e passou a jogar, pela primeira vez, na cidade que lhe empresta o nome.
A nova casa passou a ser o estádio Horácio Antônio da Costa, o Cerecamp, tradicional campo de Campinas que abrigou, nas décadas de 1940 e 1950, o Esporte Clube Mogiana, time que desapareceu na década de 60 deixando o estádio abandonado por quarenta anos até ser reformado pelo Campinas, em 2003.
O clube ficou dois anos na quinta divisão do Paulistão (Série B2) de 2003 a 2004, quando houve a unificação das Séries B1, B2 e B3 (quarta, quinta e sexta divisões) em uma única, a Segunda Divisão do Campeonato Paulista (equivalente ao quarto nível).
Na Segunda Divisão em 2005 o Campinas foi eliminado tendo chego até à segunda fase. Passou para o quadrangular decisivo em 2006, mas acabou ficando em terceiro lugar. Já em 2007, foi líder do seu grupo na primeira fase, mas novamente foi eliminado na segunda fase.
Conseguiu o acesso no dia 9 de novembro de 2008 com um empate em 0 a 0 com o "rival" Red Bull Brasil (time recém criado da mesma cidade), diante da sua torcida no Cerecamp, após três anos de grandes campanhas e dez anos de muita luta e chegando perto do acesso.
Em 2009, em participou pela primeira e única vez na Série A3, ficando na 12ª colocação geral da tabela, com sete vitórias, cinco empates e sete derrotas em 19 jogos.
O último ano de sua existência foi 2010, quando o seu presidente Edmar Bernardes vendeu o clube, alegando um descontentamento com a prefeitura de Campinas e com o secretário municipal de esportes da época, Gustavo Petta, que não dava nenhum tipo de apoio financeiro e nem logístico, sendo que o clube vinha enfrentado graves problemas de infra-estrutura. O próprio Edmar Bernardes se viu obrigado a brigar com o governo do estado, que detém posse do Cerecamp, local da sede do clube na cidade.
Sendo assim, o Campinas Futebol Clube foi vendido e passou a se chamar Sport Club Barueri, tendo como presidente o empresário Adir Leme da Silva. Essa aquisição aconteceu já que a cidade de Barueri se encontrava sem nenhum clube de futebol, pois na época o Grêmio Barueri (clube empresa) tinha se transferido para a cidade de Presidente Prudente.

## Títulos

### Categorias de Base
- Campeonato Paulista Sub-20 - 2ª Divisão: 3 vezes (1998, 2003 e 2006).
- Vice-Campeonato Paulista Sub-20 - 2ª Divisão: 2007.
- Vice-Campeonato Paulista Sub-11: 2009.

## Estatísticas

### Participações
| Competição | Competição         | Temporadas | Melhor campanha     | Estreia | Última | A | R |
| São Paulo  | Série A3           | 1          | 12º colocado (2009) | 2009    | 2009   | – | – |
| São Paulo  | Segunda Divisão    | 4          | 4º colocado (2008)  | 2005    | 2008   | – | – |
| São Paulo  | Série B2 (extinta) | 5          | 4º colocado (2000)  | 1998    | 2004   | – | – |
| São Paulo  | Série B3 (extinta) | 1          | 5º colocado (2002)  | 2002    | 2002   | 1 |   |
| São Paulo  | Copa Paulista      | 1          | 1ª fase (2009)      | 2009    | 2009   |   |   |